# Will Brown
William Brown (ur. 5 czerwca 1998) – australijski kierowca wyścigowy startujący w wyścigach Supercars. Mistrz tej serii w roku 2024.

## Kariera sportowa
Brown rozpoczął ściganie od kartingu w 2011. W 2015 rozpoczął starty w Australijskiej Formule 4, gdzie rok później zdobył tytuł mistrzowski. W 2016 startował także w australijskich seriach Formuły Ford i Toyota 86, drugą z nich wygrywając.
W 2017 rozpoczął starty w serii Super2, (kategoria rozwojowa dla serii Supercars). Rok później zadebiutował już w roli drugiego kierowcy podczas długodystansowych wyścigów w głównej serii Supercars w zespole Erebus Motorsport. Jednocześnie kontynuował starty w Super2, a także występował w serii TCR Australia którą wygrał w 2019.
Cały czas będąc związany z zespołem Erebus Motorsport, podpisał kontrakt na pełny sezon startów w Supercars. Już w pierwszym sezonie startów udało mu się wygrać jeden wyścig, a w 2023 walczył o czołowe miejsce w klasyfikacji generalnej ostatecznie zajmując piąte miejsce.
W 2024 przeszedł do zespołu Triple Eight Race Engineering i już w pierwszym roku startów zdobył tytuł mistrzowski w ich barwach. Zaliczył wtedy również debiut w wyścigu głównej serii NASCAR.

## Wyniki

### Podsumowanie
| Sezon | Seria                              | Zespół                        | Starty | PP | Zwyc. | Punkty | Pozycja |
| ----- | ---------------------------------- | ----------------------------- | ------ | -- | ----- | ------ | ------- |
| 2015  | Australijska Formuła 4             | AGI Sport                     |        |    |       |        | 3.      |
| 2015  | Australijska Formuła Ford          | Race Academy                  |        |    |       |        | 9.      |
| 2016  | Australijska Formuła 4             | Team BRM                      |        |    |       |        | 1.      |
| 2016  | Australijska Formuła Ford          | BF Racing                     |        |    |       |        | 2.      |
| 2016  | Australian Toyota 86 Racing Series | Will Brown Motorsport         | 14     | 1  | 7     | 1278   | 1.      |
| 2017  | Dunlop Super2 Series               | Eggleston Motorsport          | 21     | 0  | 0     | 1078   | 9.      |
| 2018  | Supercars Championship             | Erebus Motorsport             | 4      | 0  | 0     | 204    | 49.     |
| 2018  | Dunlop Super2 Series               | Eggleston Motorsport          | 15     | 0  | 0     | 1068   | 6.      |
| 2019  | Supercars Championship             | Erebus Motorsport             | 5      | 0  | 0     | 338    | 41.     |
| 2019  | Dunlop Super2 Series               | Eggleston Motorsport          | 14     | 0  | 1     | 960    | 12.     |
| 2019  | TCR Australia                      | HMO Customer Racing           | 21     | 1  | 7     | 733    | 1.      |
| 2020  | Supercars Championship             | Erebus Motorsport             | 1      | 0  | 0     | 120    | 40.     |
| 2020  | Super2 Series                      | Image Racing                  | 7      | 2  | 2     | 813    | 2.      |
| 2021  | Supercars Championship             | Erebus Motorsport             | 30     | 1  | 1     | 1838   | 8.      |
| 2022  | Supercars Championship             | Erebus Motorsport             | 33     | 0  | 0     | 1714   | 14.     |
| 2022  | TCR Australia                      | Melbourne Performance Centre  | 20     | 0  | 1     | 702    | 2.      |
| 2023  | Supercars Championship             | Erebus Motorsport             | 28     | 4  | 4     | 2269   | 5.      |
| 2024  | Supercars Championship             | Triple Eight Race Engineering | 24     | 2  | 5     | 3060   | 1.      |